# New Girl/Staffel 7
Die siebte Staffel der US-amerikanischen Sitcom New Girl feierte ihre Premiere am 10. April 2018 auf dem Sender Fox. Die deutschsprachige Erstausstrahlung wurde vom 16. Mai bis 6. Juni 2018 auf dem deutschen Free-TV-Sender ProSieben gesendet.

## Darsteller
| Figur                                 | Darsteller                    | Deutscher Sprecher |
| ------------------------------------- | ----------------------------- | ------------------ |
| Jessica „Jess“ Day                    | Zooey Deschanel               | Anja Stadlober     |
| Nicholas „Nick“ Miller                | Jake Johnson                  | Tim Knauer         |
| Schmidt                               | Max Greenfield                | Robin Kahnmeyer    |
| Cecilia „Cece“ Schmidt (ehem. Parekh) | Hannah Simone                 | Susanne Geier      |
| Winston Bishop                        | Lamorne Morris                | Tobias Nath        |
| Ruth                                  | Danielle und Rhiannon Rockoff |                    |
| Nebendarsteller                       |                               |                    |
| Aly Nelson                            | Nasim Pedrad                  | Angela Ringer      |
| Bob Day                               | Rob Reiner                    | Roland Hemmo       |
| Merle Streep                          | Brian Huskey                  |                    |
| Russell                               | Dermot Mulroney               | Thomas Nero Wolff  |

## Episoden
| Nr. (ges.) | Nr. (St.) | Deutscher Titel        | Originaltitel                 | Erstausstrahlung USA | Deutschsprachige Erstausstrahlung (D) | Regie             | Drehbuch             | Zuschauer (USA) |
| --- | --------- | ---------------------- | ----------------------------- | -------------------- | ------------------------------------- | ----------------- | -------------------- | --------------- |
| 139 | 1         | Drei Jahre später      | About Three Years Later       | 10. Apr. 2018        | 16. Mai 2018                          | Erin O’Malley     | Berkley Johnson      | 1,83 Mio.       |
| Drei Jahre später: Jess und Nick kehren von einer Reise nach Europa zurück, wo Nick Lesungen für sein Buch gemacht hat. Sie sind noch immer nicht verheiratet, obwohl Nick es Jess’ Vater Bob versprochen hat. Ruth, die Tochter von Schmidt und Cece wird drei Jahre alt und Schmidt will ihr endlich das perfekte Geburtstagsfest bieten, die ersten zwei gingen ziemlich schief. Aber auch diese Party läuft wieder aus dem Ruder. Aly ist schwanger und Winston nervt sie damit, dass sie das beste Schwangerschaftsbild aussuchen soll. Schmidt hat sich einen Schnauzer wachsen lassen, was Nick auf die Palme treibt. Am Schluss treffen sich alle im Loft und feiern ihr Wiedersehen, obwohl nur noch Jess und Nick dort wohnen. |           |                        |                               |                      |                                       |                   |                      |                 |
| 140 | 2         | Schlafentzug           | Tuesday Meeting               | 17. Apr. 2018        | 16. Mai 2018                          | Josh Greenbaum    | Sarah Tapscott       | 1,58 Mio.       |
| Cece und Schmidt sind total übernächtigt, weil Ruth nicht schlafen will. Cece kann aber flüchten, weil sie sich mit Jess zum Lunch verabredet hat. Jess arbeitet nun für Russell, fühlt sich aber ausgegrenzt, weil sie nie an das Dienstags-Meeting eingeladen wird. Also gehen sie in die Firma und platzen in die Männerrunde. Wie sich herausstellt ist es die Selbsthilfegruppe geschiedener Männer. Schmidt versucht mithilfe von Nick und Winston Ruth dazu zu bringen, endlich zu schlafen. Nick hat aber andere Probleme, weil sein Lektor die Pepperwood-Chroniken einstellen will und er sich nun in einer Schaffenskrise wiederfindet. Schließlich beginnt er, für Ruth ein Märchen zu erfinden und merkt dabei, dass dies seine neuen Bücher sein können. |           |                        |                               |                      |                                       |                   |                      |                 |
| 141 | 3         | Kuschelpädagogik       | Lillypads                     | 24. Apr. 2018        | 23. Mai 2018                          | Trent O’Donnell   | J. J. Philbin        | 1,51 Mio.       |
| Schmidt und Cece wollen ihre Tochter in einer vornehmen Vorschule anmelden. Sie fragen Jess, ob sie ihr einige Sachen dafür beibringen kann. Schon bald streitet Schmidt mit Jess über ihre Schulungsmethoden, denn sein ärgster Konkurrent für den Platz an der Schule ist sein alter Freund Benjamin mit seinem Sohn. Bei der Probestunde eskaliert dann die Situation, weil Ruth gar nicht an diese Vorschule will. Nick sollte 20 Seiten für sein neues Buch schreiben, aber er hat eine Blockade. Zudem braucht Winston seine Hilfe, da er als Detective nun vor Gericht aussagen muss, aber Hemmungen hat. Nick verstrickt ihn in ein Verhör über eine alte Sache an der Uni. Erst als Winston zugeben kann, was damals wirklich passiert ist, kann er befreit sprechen. |           |                        |                               |                      |                                       |                   |                      |                 |
| 142 | 4         | In Memoriam            | Where the Road Goes           | 1. Mai 2018          | 23. Mai 2018                          | Michael Schultz   | Noah Garfinkel       | 1,33 Mio.       |
| Es ist schon ein Jahr her, dass Winstons Katze Furguson gestorben ist. Deshalb wird nun nach jüdischer Gepflogenheit der Grabstein enthüllt. Dabei sorgen sich alle darum, dass Winston noch nie richtig geweint hat, seit die Katze gestorben ist. Aly versucht, den Grund dafür herauszufinden. Coach ist auch zu Besuch gekommen und Jess merkt schnell, dass zwischen ihm und Nick etwas nicht stimmt. Sie schafft es, Nick dazu zu bringen, ihr zu erzählen, was ihn bedrückt. Er hat Coach eine große Summe Geld geliehen, die er in ein Projekt investiert hat, das schief ging. Nick meint nun, Coach habe ihn übers Ohr gehauen und ist deswegen sauer. Da Jess und Nick nun keine Geheimnisse mehr voreinander haben wollen gesteht Jess, dass sie sich für den Tod von Furguson verantwortlich fühlt. Aber Winston kann ihr versichern, dass es nicht ihre Schuld war. Schmidt macht sich Sorgen um Cece, weil er von ihr wissen will, was sie macht, falls er stirbt.                                  |           |                        |                               |                      |                                       |                   |                      |                 |
| 143 | 5         | Taufpaten              | Godparents                    | 8. Mai 2018          | 30. Mai 2018                          | Lamorne Morris    | Lamar Woods          | 1,32 Mio.       |
| Schmidt geht wieder zur Arbeit und Cece muss die Betreuung von Ruth übernehmen. Als sie sie von der Vorschule abholen will vergisst sie ihr Handy mit dem Zugangscode für die Türe und bittet Nick darum, ihr zu helfen. Da Nick immer noch meint, er sei der Pate von Ruth, will er sie selbst aus der Vorschule holen, verliert aber das Handy, als er über den Zaun klettern will, und legt sich dabei aber mit dem Sicherheitsbeamten an. Cece ruft Schmidt an, der daraufhin seinen neuen Chef stehen lässt, um sich um Ruth zu kümmern. Winston und Aly wählen Jess als Patin für ihr Baby aus, wollen aber prüfen, ob sie sich wirklich dafür eignet. Sie überrascht Winston damit, dass sie seinen Vater gefunden hat, muss aber von Aly erfahren, dass dies nicht sein Vater ist, weil sie selbst schon nach ihm suchte. Winston ist darüber sehr enttäuscht, weil er bereits Gefühle für den fremden Mann entwickelt hat.                                                                                |           |                        |                               |                      |                                       |                   |                      |                 |
| 144 | 6         | Mario                  | Mario                         | 8. Mai 2018          | 30. Mai 2018                          | Jay Chandrasekhar | Joe Wengert          | 1,32 Mio.       |
| Schmidt möchte Cece wieder mal ganz für sich alleine und hat deshalb einen Babysitter engagiert und ein Hotelzimmer gebucht. Cece findet das eine tolle Idee, zumal sie gerade den Eisprung hatte und noch ein Kind möchte. Schmidt gerät dadurch in Panik, weil er sich nicht vorstellen kann, die schwangere Cece nochmals neun Monate auszuhalten. Winston hat zu Testzwecken eine Brille erhalten, mit der er alle Farben sehen kann und erschrickt darüber. Er weiß nicht, ob er das will. Nick will Jess endlich den Heiratsantrag machen, aber sie hat andere Pläne. Sie will es nochmals versuchen, einen Hund zu adoptieren. Dies bringt die ganze Terminplanung von Nick durcheinander, zumal auch noch Jess’ Vater Bob Druck aufsetzt. |           |                        |                               |                      |                                       |                   |                      |                 |
| 145 | 7         | Fluch der Piratenbraut | The Curse of the Pirate Bride | 15. Mai 2018         | 6. Juni 2018                          | Josh Greenbaum    | Ann Kim              | 1,47 Mio.       |
| Der Tag der Hochzeit von Jess und Nick steht bevor. Da sie sich nicht an die Regel gehalten haben, in der Nacht vor der Hochzeit nicht miteinander zu schlafen, haben sie nun Angst davor, Unglück zu haben. Prompt rutscht Jess auf dem feuchten Badezimmerboden aus und verletzt sich am Auge und muss eine Augenklappe tragen, was ihr gar nicht passt. Ihre Mutter gibt ihr deshalb einen Joint um sie zu entspannen, was fatale Folgen hat. Nick hat Probleme mit seinem Verleger, der seinen neuen Buchentwurf nicht verlegen will, da er sich nicht als Kinderbuch eignet. Aly bekommt Wehen, will aber nicht, dass es jemand mitbekommt, da sie die Hochzeit nicht gefährden will. Zudem taucht Russell auf und will Jess nochmals davon überzeugen, dass er der Richtige für sie ist. Schließlich muss Aly trotzdem ins Krankenhaus, weil die Wehen stärker werden. Es reicht aber noch um die Hochzeit im Flur des Krankenhauses abzuhalten.                                                             |           |                        |                               |                      |                                       |                   |                      |                 |
| 146 | 8         | Engram Pattersky       | Engram Pattersky              | 15. Mai 2018         | 6. Juni 2018                          | Erin O’Malley     | Elisabeth Meriwether | 1,47 Mio.       |
| Einen Monat nach der Hochzeit rufen Jess und Nick Schmidt, Cece und Winston an, um sie zu informieren, dass sie aus dem Loft ausziehen müssen, weil die Gesellschaft ‚Engram Pattersky‘ allen Mietern gekündigt hat. Doch sie wollen nicht am Telefon darüber sprechen und treffen sich alle dort. Sie sind entsetzt, als sie feststellen, dass die beiden in 24 Stunden ausziehen müssen und noch nichts gepackt haben. Jess versucht derweil alte Geschichten, die im Loft passiert sind, aufzufrischen, um an die gemeinsamen Zeiten zu erinnern. Aber alle außer ihr haben mit dem Loft abgeschlossen. Trotzdem machen sie mit und spielen ein letztes Mal True American mit ihr. Als danach der Umzugswagen gepackt ist, eröffnet Winston, dass es sich beim Ganzen um seinen größten Streich handelt, den er je gemacht hat und dass ‚Engram Pattersky‘ ein Anagramm für ‚My Greatest Prank‘ bedeutet und sie nicht ausziehen müssen. Trotzdem entscheiden Nick und Jess nicht mehr ins Loft zurückzukehren. |           |                        |                               |                      |                                       |                   |                      |                 |